# Agnes Rose Klu
Agnes Rose Klu (geb. Riley; auch fälschlich: Reilly; auch: Aunty Rose; gestorben 31. März 2008) war eine gambische Strafvollzugsbeamtin.

## Leben
Klu war seit mindestens Anfang der 2000er Jahre in gambischen Gefängnissen angestellt. Um 2003 war sie Superintendent und spätestens 2006 stellvertretende Generaldirektorin (Deputy Director General of Prisons) des Gambia Prison Service.
2006 wurde ihr vom gambischen Präsidenten Yahya Jammeh der Order of the Republic of The Gambia in der Stufe Member verliehen.
Nach der Entlassung von David Colley im Juni 2007 wurde sie zur Generaldirektorin (Director General) ernannt. Im März 2008 beförderte sie 400 Mitarbeiterinnen.
Am 31. März 2008 wurde sie tot in ihrem Haus gefunden. Sie war mit Emmanuel Klu verheiratet und hatte Kinder.